# Robert Maas
Robert Alexandre Marius Maas est un violoncelliste belge né le 24 juin 1901 à Linkebeek (Belgique, Brabant) et mort le 7 juillet 1948 à Oakland (États-Unis, Californie).
Il a été membre du Quatuor Pro Arte et a fondé le Quatuor Artis ainsi que le Paganini Quartet.

## Éléments biographiques

### Famille
Robert Maas est issu d'une famille de musiciens . Son père, Jean Adrien Maas, est un chanteur d'opéra (basse noble), né à Bréda le 21 juillet 1867 et mort à Uccle le 14 janvier 1937 ; la prestation de ce dernier dans l'opéra Guillaume Tell, donné au Grand Théâtre de Gand en 1896, est saluée dans Le Monde artiste. Jean Maas a été décoré des Palmes Académiques et des Palmes d'or de l'Ordre de la Couronne. La mère de Robert, Gabrielle Désirée van Dantzig, née en 1870 à Bruxelles et morte en janvier 1953 à Uccle, est professeure de piano. Marcel Maas, le frère de Robert, suit les cours d'Arthur De Greef au Conservatoire royal de Bruxelles avant de devenir un pianiste réputé et d'enseigner lui-même au Conservatoire à partir de 1933,.
La famille Maas, résidant officiellement en Belgique mais installée temporairement en France au vu du poste de Jean Maas à l'Opéra de Clermont-Ferrand, s'établit sur le territoire belge après la naissance de Marcel. En 1901, les Maas s'installent à Linkebeek mais mènent une vie itinérante jusqu'à la Première Guerre mondiale, « au gré des engagements de Jean Maas », le père.

### Études musicales
Dès 1910, Robert Maas est inscrit au Conservatoire royal de Bruxelles dans la classe de violoncelle d'Édouard Jacobs. Quatre ans plus tard, à peine âgé de 13 ans, il remporte une récompense pour un cours de solfège dans la classe de Victor-Alphonse Beauvais. L'année suivante, il décroche un deuxième prix dans cette même discipline ainsi qu'un premier prix avec distinction de violoncelle, dans la classe de Jacobs. En 1920, il obtient le prix Van Cutsem après avoir interprété les concertos de Dvorak et Lalo.

### Vie privée
Le 10 décembre 1922, Robert Maas se marie avec Julia Gaillard. Elle est la fille aînée du violoncelliste belge Jacques Gaillard (1875-1940), membre des quatuors Schörg et Zimmer et professeur aux Conservatoires de Mons, Liège et Bruxelles. Julia et Robert ont deux filles : Roberte et Thérèse Maas. Philippe Lamury, l'un des petits-fils du couple, s'est distingué en tant que violoncelliste au Théâtre royal de la Monnaie.

### Décès
Robert Maas meurt le 7 juillet 1948 des suites d'une thrombose, lors d'un concert du Paganini Quartet en hommage à Alphonse Onnou (mort en 1940) donné au Mills College d'Oakland. Il est inhumé au Holy Sepulchre Cemetery (en) à Hayward, en Californie.

## Carrière
De 1917 à sa mort en 1948, Robert Maas s'est régulièrement produit en concert avec son frère Marcel Maas. Robert a également été membre de trois quatuors, dont deux (Artis et Paganini) qu'il a lui-même fondés. Cette carrière l'a mené tant en Europe qu'aux États-Unis et lui a valu une renommée internationale.
Robert Maas jouait avec un violoncelle fabriqué en 1729 par le luthier Domenico Montagnana.

### Débuts
Robert Maas semble commencer sa carrière en 1917 avec son frère. En effet, la première mention de son nom dans la presse indique un concert au Palace de Liège le 17 juillet 1917, auquel participent les deux frères Maas. Déjà, la presse décrit les deux musiciens comme « virtuoses de talent » et Robert comme « maître de l'archet ». En mai 1919, les Maas donnent un concert de sonates à la salle de l'Union coloniale à Bruxelles. Le 26 janvier 1920, dans la même salle, Robert participe au troisième concert de la Société Nationale des Compositeurs belges, aux côtés de la cantatrice Lina Pollard, de la violoniste Alice Rotsaert et du pianiste Fernand Sevenants. Le 24 février, toujours à la salle de l'Union coloniale, Robert Maas se produit avec la cantatrice May Faure et le pianiste Georges Renson. Le 18 mars, le duo Robert et Marcel participe à une séance musicale et littéraire organisée par l'Association des anciennes élèves de l'école Dachsbeck (une deuxième soirée similaire est organisée le 27 mars).
Un an plus tard, le 14 mars 1921, toujours en lien avec la Société Nationale des Compositeurs belges, Robert Maas se joint au violoniste Albert Rahier et à la cantatrice Léopold Cluytens pour jouer des œuvres d'Ernest d'Agrèves, d'Albert Dupuis, de Joseph Jongen, de Lucien Mawet et de Jean Strauwen. La presse salue déjà les qualités du violoncelliste : « M. Robert Maas fit apprécier ses remarquables qualités de sonorité, de technique [...] ».
Le 7 février 1922, Robert et Marcel donnent, au Conservatoire royal de Bruxelles, l'intégrale des sonates pour violoncelle et piano de Beethoven. Quinze ans plus tard, en 1937, les deux frères réitèrent l'expérience et ajoutent les sonates pour piano et violoncelle de Bach. Entre février et mars 1922, Robert continue de se produire à la salle de l'Union coloniale. Il intègre probablement le Pro Arte en été 1922 (après mai, car Fernand Quinet figure encore dans un article du 31 mai 1922) et est cité dans la presse fin août de cette même année. En novembre, Robert Maas participe à des concerts du Quatuor Zimmer, dont est membre son beau-père Jacques Gaillard. Maas jouera encore avec le quatuor en 1925 et 1926.

### Quatuor Pro Arte
En 1922, Robert Maas remplace Fernand Quinet au sein du quatuor, ce dernier ayant obtenu l'année précédente le prix de Rome qui l'encourage à développer sa carrière de compositeur. Avec Alphonse Onnou (premier violon), Laurent Halleux (second violon) et Germain Prevost (alto), le violoncelliste enchaîne dans un premier temps, à partir de 1923, les tournées en Europe. Dès 1926, le quatuor se produit annuellement aux États-Unis. Dès 1930 et jusqu'en 1940, Robert Maas et le quatuor donnent, durant l'été, des concerts au Mills College à Oakland (États-Unis, Californie). À partir de 1932, Maas et ses collègues y dispensent également des cours. La même année, le quatuor obtient le titre de Quatuor de la Cour de Belgique. Jusqu'au début des années quarante, le Pro Arte enchaine les concerts en Amérique et en Europe. La presse ne tarit pas d'éloges sur le quatuor : « [...] Les interprètes possèdent les qualités achevées qui assureront toujours à un groupement instrumental permanent une suprématie sur d'autres organismes symphoniques. », « [...] Quatuor Pro Arte, mondialement connu, célébré par les plus célèbres compositeurs contemporains [...] ». Parallèlement, Robert poursuit une carrière personnelle (solos dans des opéras, concerts symphoniques, etc.) et continue de se produire avec son frère Marcel au Conservatoire de Bruxelles et au Palais des Beaux-Arts.

### Quatuor Artis
En 1939, le Quatuor Pro Arte émigre aux U.S.A. et est nommé quatuor résident à Madison (États-Unis, Wisconsin). Robert Maas, gravement malade et bloqué en Belgique pour des raisons administratives liées à la Seconde Guerre mondiale, ne peut rejoindre la formation à l'étranger. Il est progressivement remplacé par le violoncelliste anglais Charles Warwick-Evans (1885-1974). En juillet 1940, Robert Maas se produit tous les soirs à la brasserie « Trois Suisses », Place de la Monnaie à Bruxelles, et y rencontre un franc succès, comme en témoigne l'article qui lui est dédié dans le journal Le Soir du 14 juillet 1940 : « Nous avons eu l'occasion d'entendre Robert Maas, qui est certainement le meilleur violoncelliste belge et un de nos plus grands artistes [...] lui, grande vedette internationale [...] ». Pour ces concerts estivaux, Maas est notamment accompagné des violonistes Santi Valenti et Gustave Lambrechts, du contrebassiste Fernand Devillers, des pianistes Édouard van Bienen et Paul Philippe, et de la cantatrice Maria Motti.

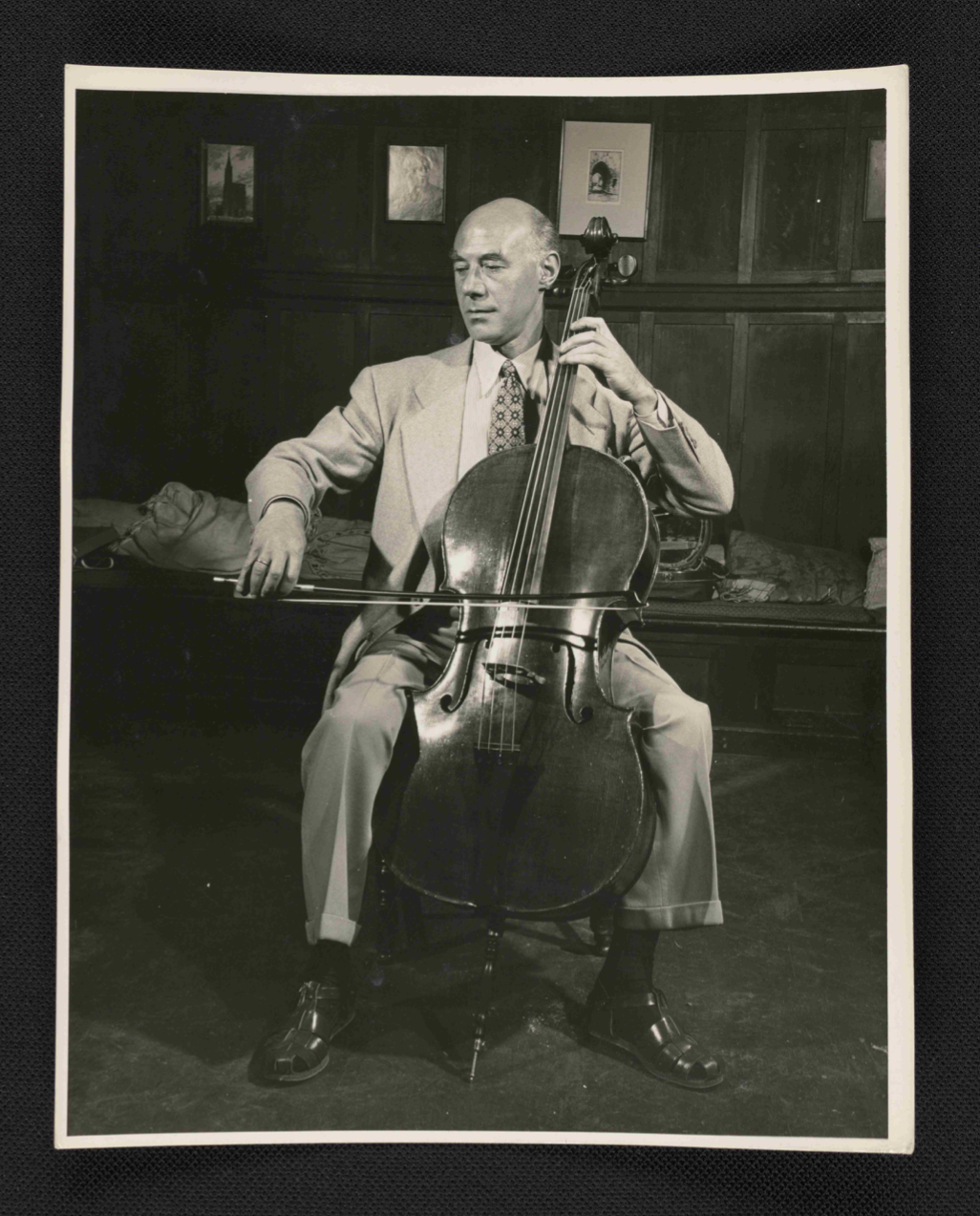
Robert Maas photographié par l'Américain Peter Stackpole. Document tiré du Fonds Robert Maas de la Bibliothèque royale de Belgique, conservé sous la cote Mus. Ms. 4919/4. Disponible en ligne sur [https://uurl.kbr.be/1888166

En 1941, contraint de rester sur le territoire belge durant la guerre, Robert Maas crée le Quatuor Artis avec les violonistes Arthur Grumiaux et Alfred Dubois ainsi que l'altiste Robert Courte,. Le quatuor se fait parfois accompagner par Marcel Maas au piano, comme l'indique le journal Le Soir du 3 novembre 1943. Parallèlement, grâce à l'intervention de la reine Élisabeth, Robert Maas travaille à la Chapelle musicale Reine Élisabeth et on le retrouve le 16 février 1941 en concert au Palais des Beaux-Arts de Bruxelles avec l'orchestre de la Chapelle musicale aux côtés d'Alfred Dubois.
Conjointement à son activité dans le Quatuor Artis, Maas entretient sa carrière solo et le 11 janvier 1942, on le retrouve en concert au Conservatoire royal de Liège, où il interprète le Concerto en sol  de Luigi Boccherini et le Concerto de Robert Schumann. Peu après, il se produit cette fois au Conservatoire de Bruxelles avec son frère Marcel et Alfred Dubois. En juin de la même année, Maas est présent au Palais des Beaux-Arts de Bruxelles à l'occasion du « 22e concert de la rétrospective de l'art symphonique ». Fin 1943 et début 1944, Robert Maas intervient comme soliste au cours des « Concerts Marsick ».
Le Quatuor perdure jusqu'en 1945, moment où Robert Maas part aux États-Unis.

### Paganini Quartet

#### Origines
Au lendemain de la Seconde Guerre mondiale, Robert Maas souhaite se rendre aux États-Unis afin de reprendre sa carrière de concertiste et ainsi améliorer sa situation financière, qui s'est fortement détériorée pendant la guerre. Avant de partir en Amérique à la fin de l'année 1945, le musicien donne notamment des concerts au Conservatoire de Bruxelles, où il est d'ailleurs enseignant, et au Palais des Beaux-Arts avec son frère. Le violoncelliste belge débarque sur le sol new-yorkais le 7 novembre 1945. Rapidement, Maas fait la connaissance de la mécène américaine Anna E. Clark, veuve de l'homme politique et entrepreneur américain William Andrews Clark, lors d'un concert privé organisé par cette dernière. Le musicien lui fait part de sa volonté de continuer à se produire au sein d'un quatuor, malgré une proposition d'un poste d'enseignant qui lui aurait certes apporté une certaine sécurité financière mais qui intéressait beaucoup moins le violoncelliste. Anna Clark lui propose alors de financer la création d'un quatuor, à condition que celui-ci ne se compose que de musiciens américains (ce qui sera le cas, sauf pour Robert Maas qui mourut prématurément). De passage chez le luthier new-yorkais Emil Herrmann, Maas découvre par hasard quatre instruments (deux violons, un alto et un violoncelle) du célèbre luthier italien Antonio Stradivari ayant appartenu au violoniste virtuose Niccolò Paganini. Maas fait part de cette découverte à sa mécène, qui en fait l'acquisition.
Le quatuor portera donc le nom du virtuose ayant joué de ces instruments. Robert Maas doit ensuite choisir les membres du futur quartet. Son choix se porte sur deux anciens élèves du Pro Arte, Gustave Rosseels (second violon, membre du quatuor Pro Nova) et Robert Courte (alto, il avait également fait partie du Quatuor Artis). Pour le premier violon, Maas fait appel à Henri Temianka, dont la carrière est déjà bien établie et qu'il rencontre probablement aux U.S.A. fin 1945 ou début 1946 par l'intermédiaire de leur mécène commune Elizabeth Sprague Coolidge, qui était à l'origine des Concerts Pro Arte-Coolidge (1923-1940)  et appréciait beaucoup Robert Maas. En attendant l'arrivée de Rosseels et de Courte à New York, Maas donne plusieurs concerts à partir de janvier 1946, où il interprète les Suites pour violoncelle seul de Jean-Sébastien Bach. Afin de respecter la volonté de Mrs Clark, Gustave Rosseels et Robert Courte obtiennent la nationalité américaine (Temianka la possède déjà car il est marié à une Américaine et vit à San Francisco).
Le groupe se forme dans le courant de l'année 1946 (probablement au mois d'avril ou de mai) et le premier concert du quatuor Paganini se déroule le 30 octobre à l'Auditorium Coolidge pour l'anniversaire d'Elizabeth Coolidge. Le quartet fait rapidement parler de lui et figure dès le 4 novembre 1946 dans le New York Times. Le succès est vite au rendez-vous et le Paganini Quartet se produit aux États-Unis et en Europe. En avril et mai 1947, après une tournée en Amérique, le quatuor donne des concerts au Conservatoire royal de Bruxelles. Un an plus tard, Robert Maas décède à Oakland lors d'un concert.

#### Instruments
Les quatre instruments utilisés par les membres du quatuor sont :
- Un violon Stradivarius Paganini-Desaint (1680)
- Un violon Stradivarius Paganini-Comte Cozio di Salabue (1727)
- Un alto Stradivarius Paganini-Mendelssohn (1831)
- Un violoncelle Stradivarius Paganini-Ladenburg (1736)

Au décès de Paganini, les instruments sont vendus au luthier parisien Jean-Baptiste Vuillaume, qui les revend séparément. Les instruments sont à nouveau réunis par le luthier new-yorkais Emil Herrmann, auprès de qui Anna E. Clark les achète. Les instruments sont confiés au Paganini Quartet (de 1946 à 1962), puis au Juilliard Quartet (de 1962 à 1995). Depuis cette date, ils ont été prêtés par la Nippon Music Foundation au Tokyo String Quartet. Après la séparation du Paganini Quartet, il a été établi que les quatre instruments ne seraient plus jamais séparés.

## Fonds Robert Maas
Le fonds Robert Maas est créé au sein de la section de la Musique de la Bibliothèque royale de Belgique en 2019 à partir d'un ensemble de photographies, de 557 programmes du Quatuor Pro Arte de 1922 à 1936, ainsi que d'agendas de poche de l'artiste pour les années 1920, 1927-1929, 1933 et 1935 ; les photographies sont décrites dans le catalogue en ligne de la KBR sous la cote Mus. Ms. 4919, les agendas sous la cote Mus. Ms. 4920, une photographie encadrée sous verre porte la cote Mus. Obj. 1189, tandis que l'ensemble des programmes de concerts est repris sous la cote Mus. 25.423 C. En 2021, le fonds Robert Maas s'est étoffé d'un nouvel arrivage, comprenant de la correspondance (lettres et cartes postales), des articles de presse ainsi que des photos, des programmes, des agendas et des documents d'archives (dont le contrat liant Robert Maas à Anna Clark pour la fondation du Paganini Quartet).

## Distinctions
Source : Historique et réception des diverses formations du Pro Arte (1912-1947)

### Distinctions belges
- Le 3 février 1932, le Quatuor Pro Arte est autorisé à porter le titre de Quatuor Pro Arte de la Cour de Belgique pour « sa remarquable contribution à la diffusion de la musique belge ».
- En 1933, Alphonse Onnou, Laurent Halleux, Germain Prevost et Robert Maas obtiennent la Croix de Chevalier de l'ordre de la Couronne.
- Le 30 avril 1938, à l'occasion du 25e anniversaire du Quatuor Pro Arte, Alphonse Onnou, Laurent Halleux, Germain Prevost et Robert Maas obtiennent la Croix de Chevalier de l'ordre de Léopold.
- Le 20 janvier 1949, Robert Maas est élevé, à titre posthume, au rang de Grand Officier de l'ordre de la Couronne.

### Distinctions américaines
- Le 13 août 1938, à l'issue d'un Cycle Beethoven, Alphonse Onnou, Laurent Halleux, Germain Prevost et Robert Maas sont gratifiés du titre de docteur honoris causa de l'université de Princeton (New Jersey).
- Le 30 octobre 1946, Robert Maas reçoit la médaille Elizabeth Sprague Coolidge pour services rendus à la musique de chambre.

## Honneurs
À Linkebeek, non loin de la gare, un square a été nommé en l'honneur des deux frères Maas, le Square Marcel et Robert Maas.

### Articles
- Anne Van Malderen, « Elizabeth Sprague Coolidge (1864-1953). L'histoire d'une fortune personnelle au service de la musique de chambre », Revue belge de Musicologie / Belgisch Tijdschrift voor Muziekwetenschap, vol. 58,‎ 2004, p.233-250 (lire en ligne).
- Anne Van Malderen, « Le Quatuor Pro Arte (1912-1949) », Revue de la Société liégeoise de Musicologie, no 19,‎ 2002, p.25-45 (lire en ligne).
- Henri Vanhulst, « Maas, Robert », dans Nouvelle Biographie nationale, Académie royale des sciences, des lettres et des beaux-arts de Belgique, 2001 (lire en ligne), p.285-286.

### Mémoires / thèses
- Anne Van Malderen, Historique et réception des diverses formations du Pro Arte (1912 – 1947) : apport au répertoire de la musique contemporaine (Thèse présentée pour le grade de Docteur en Histoire, Art et Archéologie (orientation musicologie), sous la direction de Brigitte Van Wymeersch et Philippe Mercier), Louvain, Université catholique de Louvain, Faculté de philosophie, arts et lettres, 2012 (lire en ligne).